# Ultimate Revenge
Ultimate Revenge è il video di un concerto in cui suonarono Slayer, Exodus e Venom nel 1985 a New York, USA. Non ci sono molte informazioni su questo prodotto, dato che è fuori commercio e non sono previste ristampe.

## Tracce
1. Piranha (Exodus)
2. Die by the Sword (Slayer)
3. Witching Hour (Venom)
4. Metal Command (Exodus)
5. Exodus (Exodus)
6. Strike of the Beast (Exodus)
7. The Antichrist (Slayer)
8. Hell Awaits (Slayer)
9. Chemical Warfare (Slayer)
10. Countess Bathory (Venom)
11. Evil has no Boundaries (Slayer)